# Ras Salasat Madari

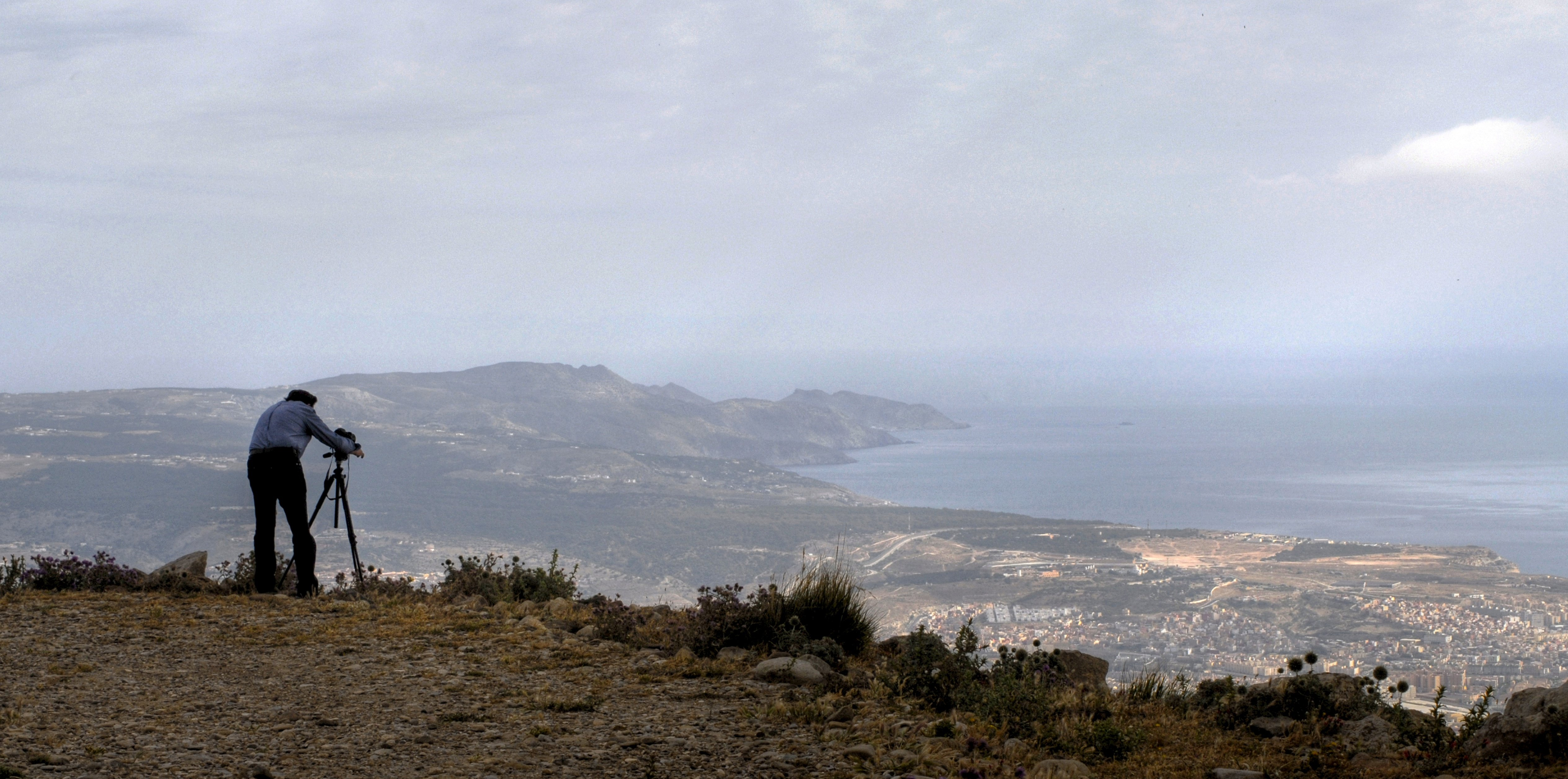
Krajobraz przylądka

Ras Salasat Madari (Ras Tleta Madari; fr. Cap des Trois Fourches, hiszp. Cabo Tres Forcas) – przylądek znajdujący się na śródziemnomorskim wybrzeżu Maroka.  Na przylądku znajduje się latarnia morska.